# Nebalia pseudotroncosoi
Nebalia pseudotroncosoi is een kreeftachtigensoort uit de familie van de Nebaliidae. De wetenschappelijke naam van de soort is voor het eerst geldig gepubliceerd in 2012 door Song, Moreira & Min.